# Wapen van Westbroek

Wapen van Westbroek

Het wapen van Westbroek werd op 11 september 1816 door de Hoge Raad van Adel aan de Utrechtse gemeente Westbroek verleend. Op 1 juli 1957 ging Westbroek op in de gemeente Maartensdijk. Het wapen van Westbroek is daardoor komen te vervallen als gemeentewapen. Op 1 januari 2001 ging Maartensdijk op in gemeente De Bilt.

## Blazoenering
De blazoenering van het wapen luidde als volgt:
Gevierendeeld; het eerste en vierde van keel, beladen met 3 zuilen van zilver; het tweede en derde van sabel met eene fascek van zilver.
De heraldische kleuren zijn keel (rood), zilver (wit) en sabel (zwart)

## Verklaring
Het wapen combineert de wapens van de families Van Zuylen van Nievelt en Van Borssele, die vroeger over het gebied hebben geheerst.

## Verwante wapens

Wapen van familie Van Zuylen van Nievelt
Wapen van familie Van Borssele

Abcoude
· Abcoude-Baambrugge
· Abcoude-Proostdij
· Achttienhoven
· Amerongen
· Benschop
· Breukelen
· Breukelen-Nijenrode
· Breukelen-Sint Pieters
· Bunnik
· Cothen
· Darthuizen
· De Vuursche
· Doorn
· Driebergen
· Driebergen-Rijsenburg
· Everdingen
· Haarzuilens
· Hagestein
· Harmelen
· Hoenkoop
· Hoogland
· Houten
· Indijk
· Jaarsveld
· Jutphaas
· Kamerik
· Kockengen
· Langbroek
· Leersum
· Linschoten
· Loenen
· Loenersloot
· Loosdrecht
· Maarn
· Maarssen
· Maarsseveen
· Maartensdijk
· Mijdrecht
· Nigtevecht
· Noord-Polsbroek
· Odijk
· Oudenrijn
· Polsbroek
· Rijsenburg
· Ruwiel
· Schalkwijk
· Snelrewaard
· Sterkenburg
· Stoutenburg
· Tienhoven
· Vianen 
· Vinkeveen
· Vinkeveen en Waverveen
· Vleuten
· Vleuten-De Meern
· Vreeland
· Vreeswijk
· Waarder
· Waverveen
· Werkhoven
· Westbroek
· Willeskop
· Willige Langerak
· Wilnis
· Zegveld
· Zuilen
· Zuid-Polsbroek